# 卢瓦西 (默尔特-摩泽尔省)
卢瓦西（法語：Loisy，法語發音：[lwazi]）是法国默尔特-摩泽尔省的一个市镇，位于该省中部，属于南锡区。该市镇总面积5.58平方公里，2009年时的人口为320人。

## 人口
卢瓦西人口变化图示